# 宝马Z4
宝马Z4（德語：BMW Z4）是德国的汽车生产商宝马制造的雙座敞篷跑车。Z4与Z3同期开发，在2002年的巴黎车展上首度亮相并开始销售。
Z4的生产地与BMW X5相同，都是在美国南卡罗来纳州制造的。
车型诞生于2002年，是宝马Z3的后续车型，以Z3的底盘为基础研制，但在配置上要远高于Z3，定位为頂級高端雙座敞篷跑车，目前是这一市场翘楚。

## 安全性能

### 车体结构强度
Z4在欧洲NCAP碰撞测试中正面测试得分15.65侧面得分更是高达满分16分，这是硬顶跑车都很难达到的成绩。Z4车体结构设计非常优秀，Z4所具有的极高稳定性来自下车身下的“Y”形框架设计，从前轮拱经侧踏板一直延伸到车体后部的侧板框架用高强度钢材打造，也为车体的结构强度做出了很大贡献。

### 其它安全设计
- 风挡框架及椅背翻滚保护柱
- 失压保行轮胎
- 轮胎漏气报警指示器
- 两级制动警示灯
- AES高级安全电子控制系统

## 性能诸元

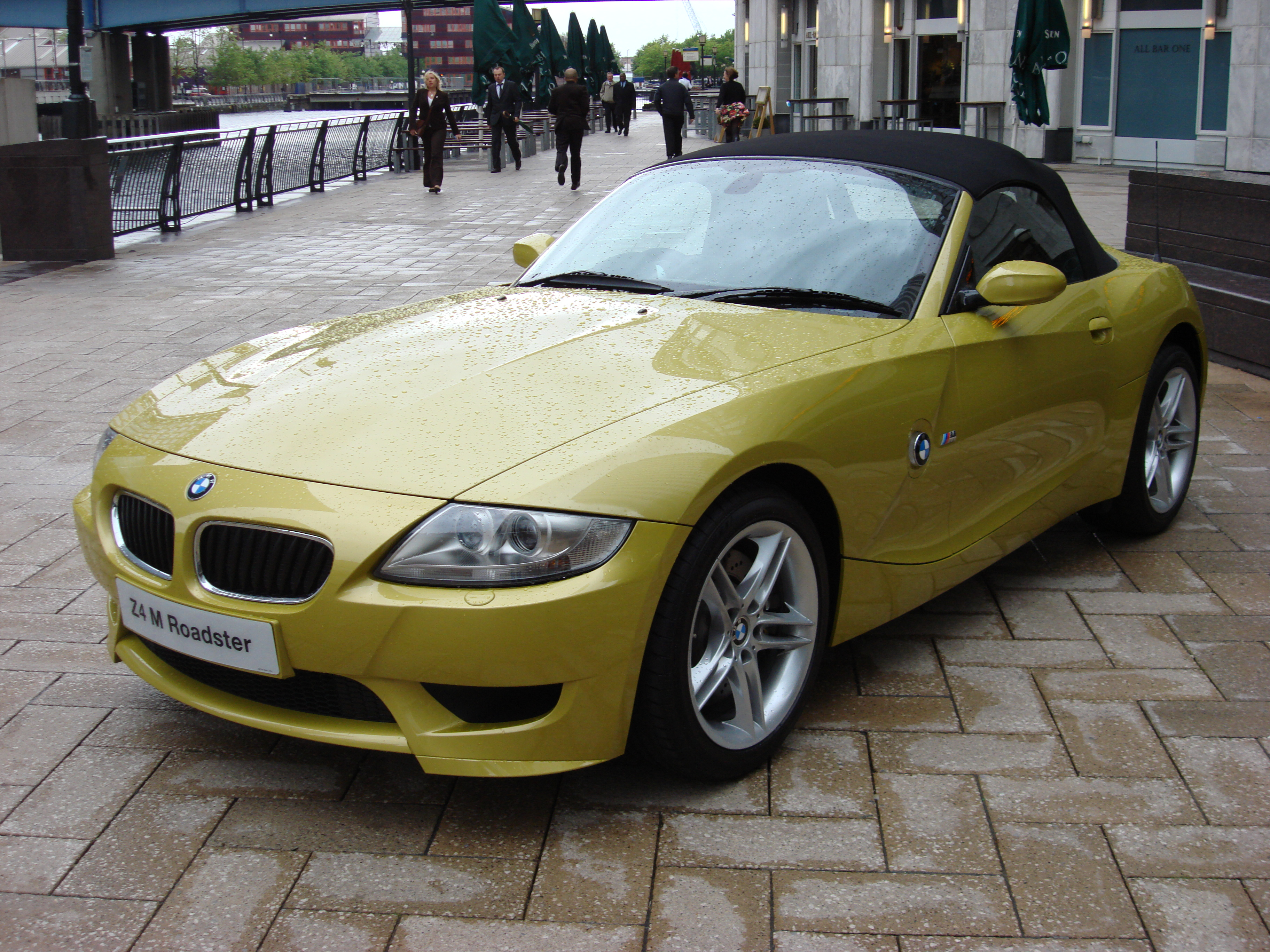
第一代Z4 2002-2008

- 外形尺寸：长/宽/高，4091mm/1781mm/1299mm
- 轴距：2495mm
- 悬挂：麦弗逊式独立悬架
- 制动：通风盘式
- 发动机：3.0升直列6缸汽油发动机（部分车型带有涡轮增压）
- 最高时速：250Km/h